# The Best of Bowie
The Best of Bowie es un álbum recopilatorio del músico y compositor británico David Bowie lanzado en 1980. Además de incluir las ediciones en 7" de "Fame" y "Golden Years", la compilación contiene ediciones únicas de "Life on Mars?" y "Diamond Dogs", aparentemente para que entrasen las 16 pistas en el LP. La portada está basada en el diseño del sencillo de doce pulgadas de "Fashion". Llegó al puesto número 3 del UK Albums Chart.

## Lista de canciones
Todas las canciones compuestas por David Bowie, excepto donde se indique lo contrario.

### Cara A
1. "Space Oddity" – 5:07
2. "Life on Mars?" (K-tel edit) – 3:34
3. "Starman" – 4:07
4. "Rock 'n' Roll Suicide" – 2:56
5. "John, I'm Only Dancing" (versión Sax) – 2:37
6. "The Jean Genie" – 4:03
7. "Breaking Glass" (Directo extraído de Stage) (Bowie, Dennis Davis, George Murray) – 3:27
8. "Sorrow" (Bob Feldman, Jerry Goldstein, Richard Gottehrer) – 2:51

### Cara B
1. "Diamond Dogs' (K-tel edit) – 4:36
2. "Young Americans" – 5:05
3. "Fame" (Edit) (Bowie, John Lennon, Carlos Alomar) – 3:25
4. "Golden Years" (Edit) – 3:20
5. "TVC 15" (Edit) – 3:28
6. "Sound and Vision"– 3:00
7. "Heroes" (Edit) (Bowie, Brian Eno) – 3:26
8. "Boys Keep Swinging" (Bowie, Eno) – 3:15

## Listas
Álbum
| Año  | Lista                             | Posición |
| ---- | --------------------------------- | -------- |
| 1981 | Lista de álbumes de Reino unido   | 3        |
| 1981 | Lista de álbumes de Holanda       | 4        |
| 1981 | Lista de álbumes de Nueva Zelanda | 6        |
| 1981 | Lista de álbumes de Austria       | 12       |
| 1981 | Lista de álbumes de Noruega       | 21       |
| 1981 | Lista de álbumes de Suecia        | 25       |